# نیکلاوس تسینتسندرف
نیکلاوس تْسینتسِندُرف (آلمانی: Nicolaus Zinzendorf; ۲۶ مهٔ ۱۷۰۰ – ۹ مهٔ ۱۷۶۰) اصلاحگر دینی و اجتماعی، و کشیش اهل آلمان بود.